# Rodolfo Motta
Rodolfo Motta (Buenos Aires, 11 de julio de 1944 - Buenos Aires, 4 de agosto de 2014) fue un futbolista y director técnico argentino. 

## Biografía
Se crio en el barrio de Mataderos. Se inició como futbolista en las inferiores de Nueva Chicago donde debutó como profesional en primera división en 1961. Continuó su carrera en la Primera B llegando a jugar para Sportivo Italiano, Deportivo Español, Deportivo Morón, Excursionistas, Quilmes y Estudiantes de Buenos Aires.
Debutó como entrenador con Estudiantes de Buenos Aires en el torneo de Primera B de 1982. Simultáneamente asumió al frente de Nueva Chicago, que luchaba por la permanencia en Primera y bajo su mando logró mantenerse en la máxima categoría. Posteriormente dirigió a los clubes Temperley, Platense, Racing de Córdoba, Belgrano, Banfield, Chaco For Ever, Brown de Arrecifes, Ferro Carril Oeste, Sporting Cristal de Perú y Emelec de Ecuador.
Se hizo famoso el 2 de mayo de 1987, cuando su equipo Temperley que estaba casi salvado del descenso, protagonizó la definición del torneo en la última fecha frente al puntero Rosario Central. Tras ir ganando 1-0, el canalla puso sobre el final el 1-1 que le daba el título de campeón y dejaban a Temperley en zona roja junto a Platense, con el cual debía disputar un desempate para quedarse en primera. Las emociones fueron demasiadas para Rodolfo Motta que terminó desmayado y retirado de la cancha en camilla. 
Consiguió ascensos con Nueva Chicago a Primera en 2006 y con Brown de Arrecifes a la B Nacional en 1997,  además de consagrarse campeón de Ecuador con Emelec en 2002.